# Shaye Saint John
Shaye Saint John és un personatge de ficció que va aparèixer en una sèrie curtmetratges surrealistes i d'estètica camp allotjats en una pàgina web dissenyada de forma matussera. El personatge és un producte de l'artista britànic Eric Fournier, i va ser creat amb la història que era una supermodel desfigurada en un accident de tren, que va reconstruir el seu cos amb parts de maniquí.

## Shaye Saint John
Shaye Saint John, que és considerat com una "model", es mostra als seus vídeos portant una màscara de plàstic, una sèrie de perruques i vestits, i de mans de pals de fusta. La història diu que va tenir un accident de tren que li va fer perdre braços i cames. Tot negant-se a fer servir pròtesi, va decidir posar-se parts de maniquí. A més a més, la màscara permet que ningú vegi realment la seva cara. El personatge tenia un blog a LiveJournal que va començar l'any 2003. Entre 2006 i 2007, tots els vídeos de Shaye van ser pujats a un canal de YouTube anomenat Elastic Spastic Plastic Fantastic. El canal compta amb només 56 vídeos i no ha estat actualitzat des de llavors. El vídeo més popular en el canal es diu "Hand Thing" i actualment té més de 4 milions de visites.

## Eric Fournier
Abans de crear el personatge de Shaye Saint John en la dècada de 1980, Fournier va pertànyer a bandes de punk anomenades The Blood Farmers i Skelegore. Va començar a gravar vídeos amb el personatge que va anomenar, "Shaye Saint John". El primer vídeo que va filmar va ser anomenat Stumpwater Salad. Més endavant va publicar un DVD recopilatori de vídeos del personatge anomenat "The Triggers Compilation", amb més de 30 vídeos de Shaye. Fournier va morir el 25 de febrer de 2010, a l'edat de 42.